# تابسي بانو
تابسي بانو (بالإنجليزية: Taapsee Panu)‏ ومعروفة باسم تابسي (ولدت في 1 أغسطس 1987) هي ممثلة هندية معروفة بعملها في سينما جنوب الهند سينما تيلوجو، سينما تاميلية ومؤخرا في بوليوود، وقد عرفت في هذه الأخيرة بعدة أفلام ك جودوا 2 و «بينك» وغيرها من الأفلام.
تابسي بدأت مسيرتها الفنية عام 2010 في سينما التيلوجو ضمن فيلم Jhummandi Naadam.

## وصلات خارجية
- تابسي بانو على موقع IMDb (الإنجليزية)
- تابسي بانو على موقع روتن توميتوز (الإنجليزية)
- تابسي بانو على موقع ألو سيني (الفرنسية)
- تابسي بانو على موقع أول موفي (الإنجليزية)
- تابسي بانو على موقع قاعدة بيانات الفيلم (الإنجليزية)
- تابسي بانو على موقع كينوبويسك (الروسية)